# 表面傳導電子發射顯示器

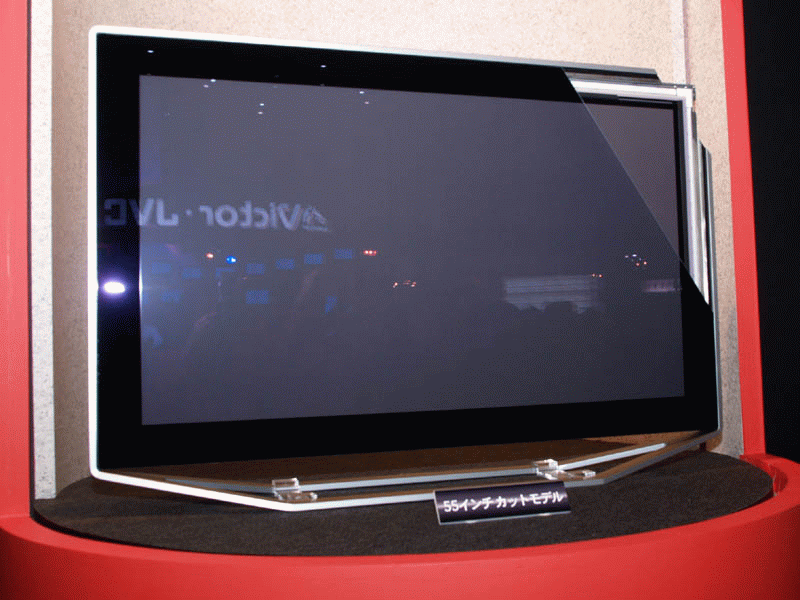

表面傳導電子發射顯示器（Surface-conduction Electron-emitter Display，縮寫：SED），是一種平面顯示器技術，場發射顯示器 (FED) 的種類之一。此種技術就是利用表面傳導電子發射器，來顯示畫面上的每一個單一畫素。

## 参看
- 显示技术的比较
- 场发射显示器

## 外部連結
- SED（キヤノン）